# پیتر لوتشر
پیتر لوتشر (انگلیسی: Peter Lötscher; ۴ فوریهٔ ۱۹۴۱ – ۲۴ اکتبر ۲۰۱۷) ورزشکار شمشیربازی اهل سوئیس بود.
وی در مسابقات کشوری و بین‌المللی در مجموع برندهٔ ۱ مدال نقره شده‌است.